# Belgique au Concours Eurovision de la chanson 2013
La Belgique a participé au Concours Eurovision de la chanson 2013 organisé le 18 mai 2013 à Malmö en Suède.
En Belgique, l'organisation de l'événement et la sélection du candidat se déroule de façon alternative entre la Communauté française représentée par la RTBF et la Communauté flamande, représentée par la VRT. Ceci afin de préserver l'équilibre linguistique. Pour le Concours Eurovision de 2013, c'est la RTBF qui était chargée de cette sélection.
La RTBF a choisi comme interprète Roberto Bellarosa, gagnant de l'édition 2012 du concours de The Voice Belgique.
La chanson interprétée a fait l'objet d'une sélection nationale en radio. Le 17 décembre 2012, la RTBF avait organisé l'émission À vous de choisir sur les ondes de VivaCité et avait soumis trois chansons aux votes du public, toutes interprétées par Roberto Bellarosa. Une chanson en français et deux chansons en anglais.
- Reste toi (extrait du premier album de Roberto Bellarosa) : 27,66 % des télévotes
- Love Kills (composition originale) : 56,12 % des télévotes
- Be heroes (composition originale) : 16,22 % des télévotes

Les compositions originales avaient fait l'objet d'un appel à candidats organisé par Sony Music.
Love Kills, la chanson sélectionnée, a été composée par Andréas Anastasiou, Jukka Immonen et Iain James. Le chypriote Andréas Anastasiou avait déjà composé la chanson représentant son pays au Concours Eurovision de la chanson en 2011.

## À l'Eurovision
La chanson Love Kills a été qualifiée pour la finale lors de la première demi-finale du Concours Eurovision qui a eu lieu le mardi 14 mai 2013,. Lors de cette demi-finale, dix pays ont été qualifiés pour la finale. La Belgique était classée 5e avec 75 points lors de cette demi-finale.
Lors de la finale qui a eu lieu le 18 mai 2013 la Belgique a terminé à la 11e place avec 71 points ex aequo avec la Moldavie.
Les commentateurs belges francophones de la RTBF étaient Maureen Louys et Jean-Louis Lahaye.

## Galerie de photos

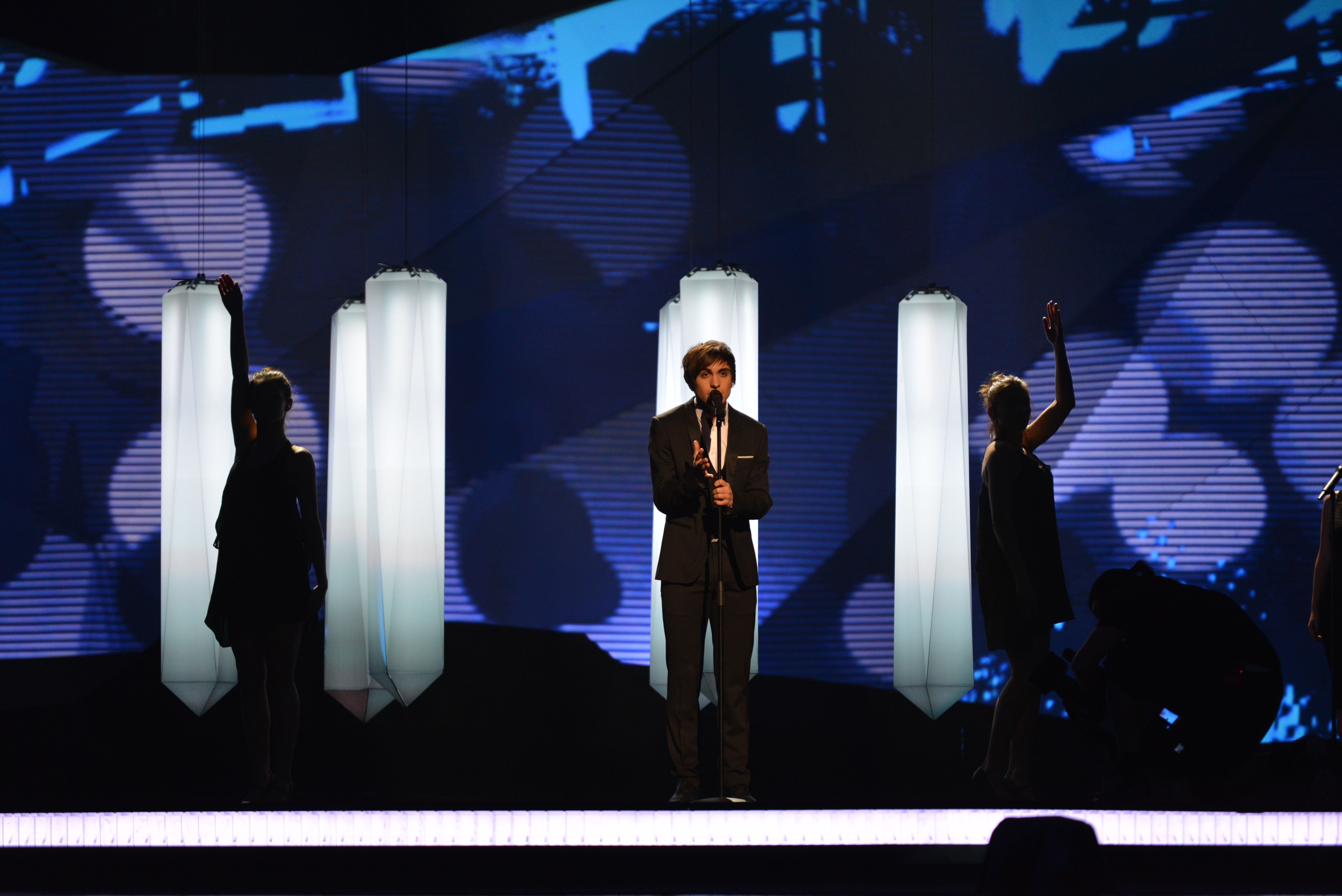
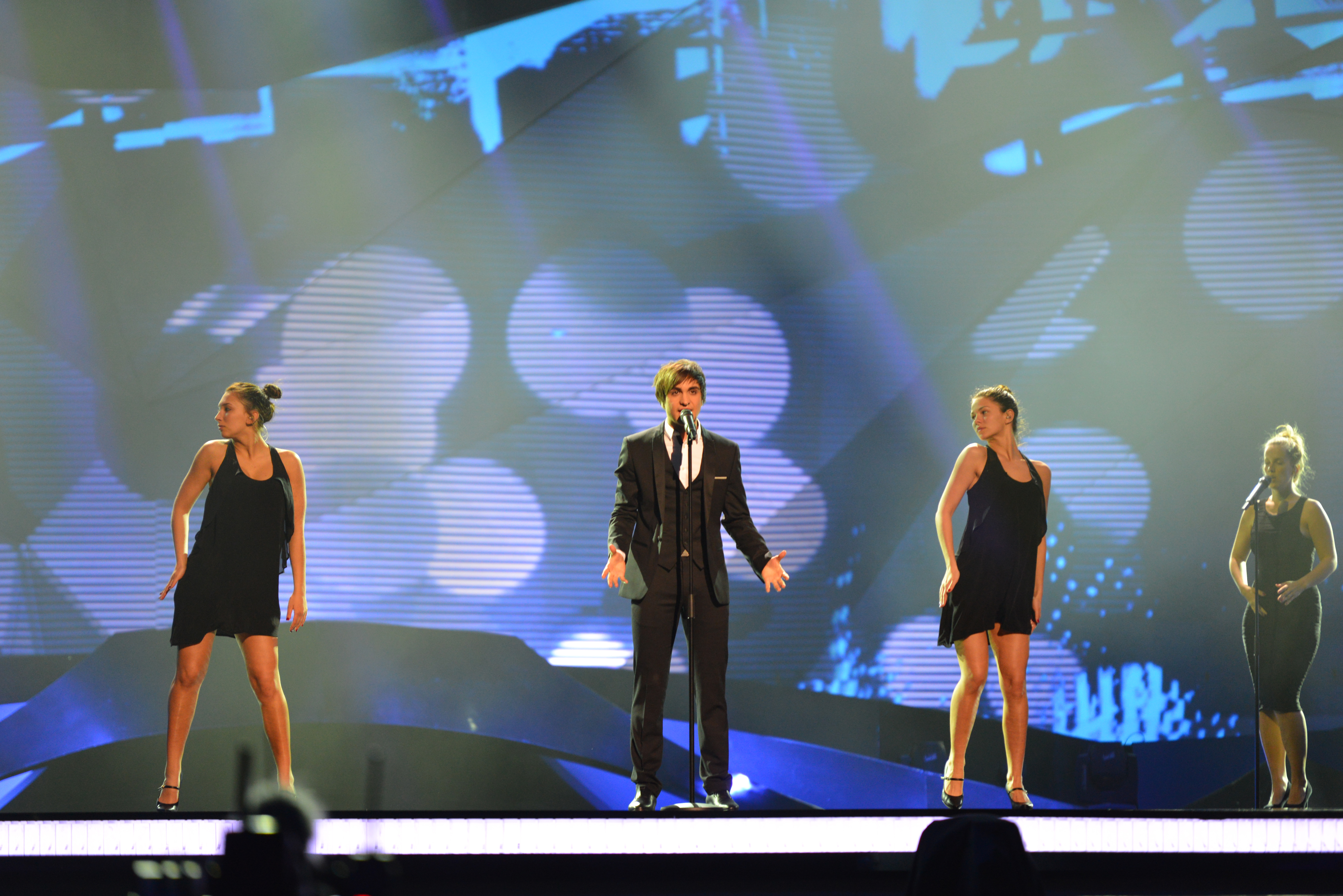
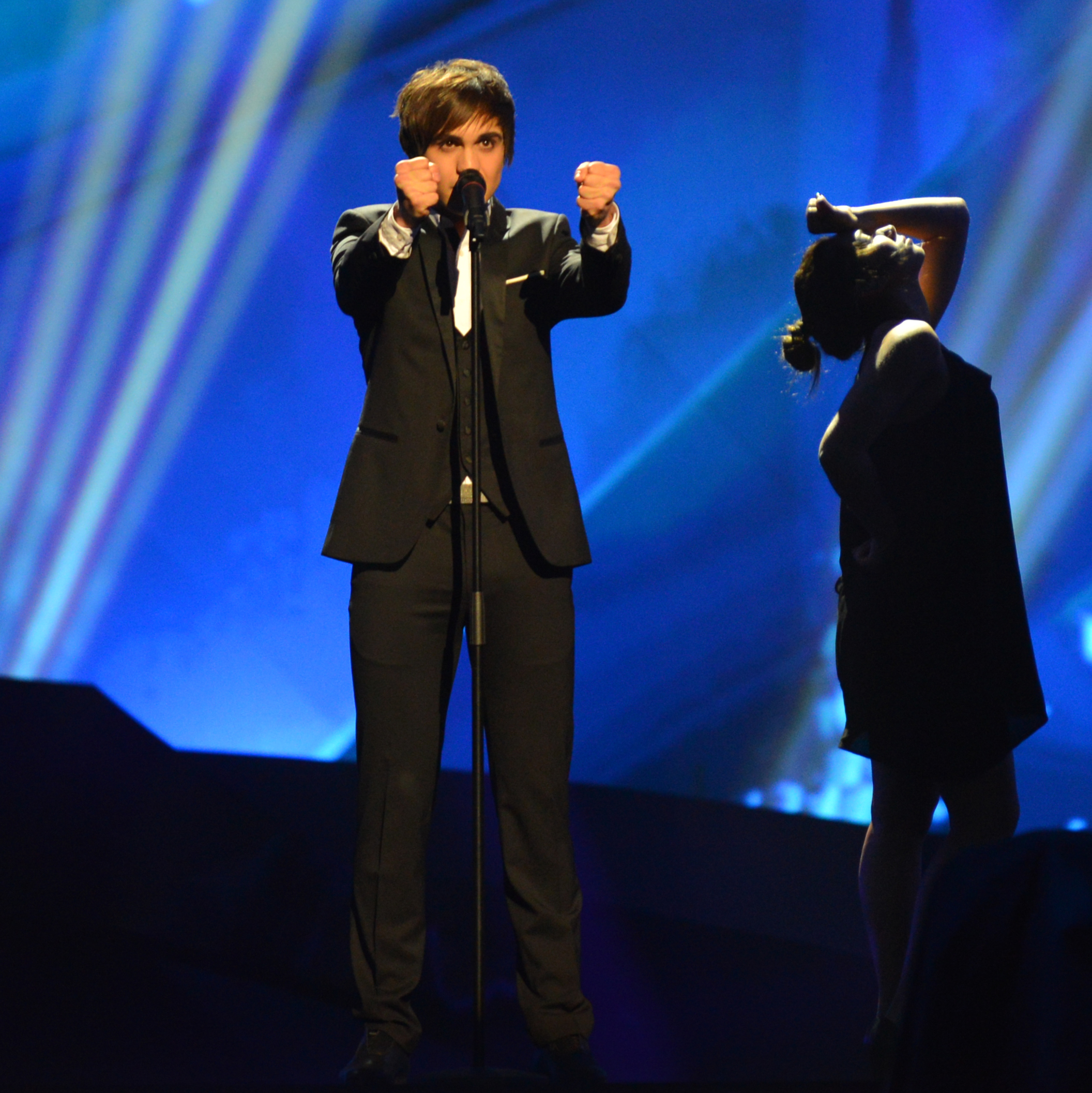